# تلال جاتجام
تِلَال جاتجام (بالبنغالية: পার্বত্য চট্টগ্রাম)‏ هي منطقة داخل قسم جاتجام داخل جنوب شرق بنغلاديش، تحدها الهند وميانمار (بورما). تغطي مساحة 13295 كيلو مترا مربعا (5133 ميل مربع)، وشكلت مقاطعة واحده حتى عام 1984، عندما قسمت إلى ثلاث مديريات:
- مديرية خاجاشاكري.
- مديرية رانجاماتي هيل.
- مديرية باندربان.

من الناحية الطبوغرافية، تعتبر تلال جاتجام منطقة التلال الوحيدة على نطاق واسع في بنغلاديش. وقد استوطنها العديد من اللاجئين القبليين من أراكان ببورما في القرن السادس عشر، والآن استوطنها السكان الأصليين الذين يعيشون هناك منذ ذلك الحين. مع سيكيم، تاوانغ، دارجيلنغ، بوتان، وسريلانكا، يشكلون واحدة من البيوت القليلة المتبقية للبوذية في جنوب آسيا.

## الجغرافيا
تقع تلال جاتجام وهي منطقة التلال الوحيدة الواسعة في بنغلاديش في الجزء الجنوبي الشرقي من البلاد (خط عرض 20 25 شمالا إلى 230 45 شمالا وخط طول 910 54 شرقا إلى 920 50 شرقا) الحدودية لميانمار في الجنوب الشرقي، والولاية الهندية تريبورا في الشمال، ميزورام في الشرق وحي جاتجام في الغرب. تبلغ مساحة منطقة تلال جاتجام حوالي 13184 كيلو متر مربع، وهو ما يعادل تقريباً عُشر المساحة الإجمالية لبنغلاديش. تلال جاتجام، وتجمع بين ثلاث مناطق جبلية في بنغلاديش رانجاماتي، خراوتشاري وباندربان. تضفي التضاريس الجبلية الوعرة مع الغابات العميقة والبحيرات والشلالات  طابعًا مختلفًا عن بقية بنغلاديش.

## السكان
ووفقاً لتعداد عام 1991، كان عدد السكان 974447 نسمة، منهم 501114 من الشعوب القبلية والباقي من البنغالية (الجالية المسلمة والهندوسية). تشمل المجموعات القبلية شاكما، مارما، تريبورا، تانشانجيا، أسامي الأصليين، كيوت (كايبارتا)، تشاك، بانكو، مورو، مورانغ، بوم، لوشهي، خيانج، وخومي، وتختلف بشكل ملحوظ عن غالبية البنغاليين فيما يتعلق باللغة والثقافة والمظهر الجسدي والدين واللباس وأساليب الزراعة.
بلغ عدد سكان المقاطعات الثلاث 1587000 في تعداد عام 2011، مما جعل الكثافة السكانية حوالي 120 لكل كيلو متر مربع. حوالي 34% من السكان هم من الشعوب القبلية وأغلبهم من اتباع ثيرافادا البوذية، 65 % من السكان هم من البنغاليين (المسلمون والهندوس)، و1% من المسيحين أو الأثرياء.

## التاريخ

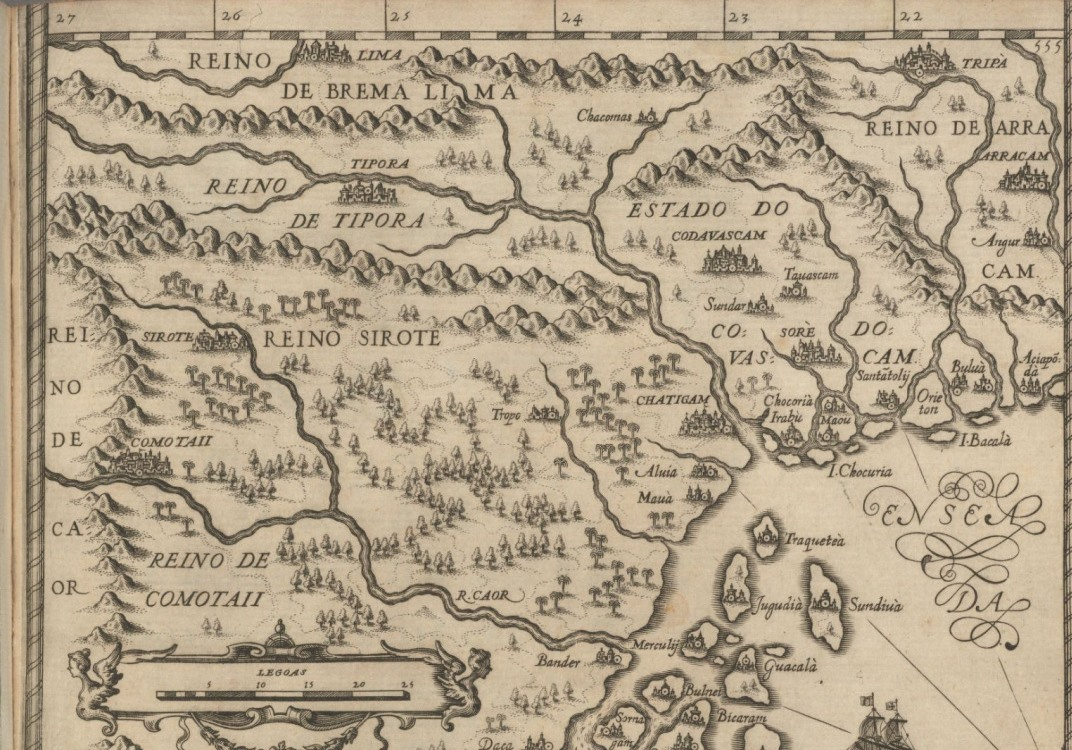
خريطة برتغالية من القرن السادس عشر

التاريخ المبكر لتلال جاتجام، هو سجل من الغارات المتكرره باستمرار من قبل قبائل التلال الشرقية والعمليات التي نفذت لقمعها.
في اوائل القرن السادس عشر جاء شعب الشاكما من أركان بورما بسبب القمع والعداء من  (Rakhaine people) ناس الراخين.
شاكما هي أكبر قبيلة واحده تضم نصف عدد السكان القبليين. شعب مارما هم ثاني أكبر قبيلة جاؤوا من بورما عندما غزاها أراكان من قبل الملك البورماوي بودوبايا، هاجرت الشعوب القبلية من بورما بسبب القمع من قبل الملك البورمي استقر في مناطق التلال بموافقة من البنغال الفرعي الذي هو ممثل الإمبراطور المغولي عاش الشعب البنغالي في مناطق تلال جاتجام من الفترة المتاخرة من الحكم البريطاني. الشعب البنغالي يشكل غالبية سكان تلال جاتجام.
تسجل السجلات المغولية والبريطانية المبكرة منطقة جوم بونجو أو جوم محل أو كاباس محل.في عام 1787، جعلت شركة الهند الشرقية من المنطقة رافدها بعد قتال زعماء القبائل.

## قاعدة بريطانية
يرجع استخدام جاتجام لهذه المنطقة إلى الضم البريطاني عام 1860 للمنطقة، مما جعلها تحت السيطرة المباشرة للهند البريطانية. تقع خارج التلال الداخلية، جاتجام المناسبة هي منطقة ساحلية في السهول حيث كانت تستند البريطانية. ومع نمو النفوذ الاستعماري توسعت جاتجام أيضا وتوسعت شرقا لتحتضن تلال المساحات تحت اراضي جمع الإيرادات.
ازداد عدد السكان المسجلون من 69607 في عام 1872 إلى 101.597 في عام 1881، إلى 107286 في عام 1891، وإلى 127762 في عام 1901 . ومع ذلك كان التعداد لعام 1872 غير مثالي تماما، وربما لم يتجاوز النمو الفعلي للسكان.
عندما تم إجراء إحصاء عام 1901 لم تكن هناك مدن، وكان 211 من هذه القرى يقل عدد سكانها عن 500 قرية؛ واحد فقط تجاوز 2000. وبلغت الكثافة السكانية، باستثناء مساحة الغابات غير المأهولة (385 1 ميلاً مربعاً)، 33 شخصاً لكل ميل مربع. كان هناك القليل من الهجرة من جاتجام، وهاجر عدد قليل من الأشخاص إلى تريبورا. وكانت نسبة الإناث لكل 100 ذكر 90 فقط في المقاطعة، و 83 في مجموع السكان. بلغ عدد البوذيين 83000، والهندوس 36000، والمسلمين 5000 .
كانت تلال جاتجام، التي تجمع بين ثلاث مناطق جبلية في بنغلاديش، تعرف في السابق باسم كوربوس موهل، واستخدم هذا الاسم حتى عام 1860. وفي عام 1860، تم ضمها إلى بريطانيا وتم إنشاء منطقة إدارية في البنغال. من الناحية الإدارية، تم تقسيم مناطق هضبة جاتجام إلى ثلاث دوائر، هي دائرة شاكما، ودائرة بومونج، ودائرة مونغ، ويرأس كل منها رئيس وراثي من شعوب شاكما ومارما.
اعتبارا من اليوم، وهي منطقة شبه مستقلة داخل بنغلاديش تضم مقاطعات تشينغمي (منطقة خاجاجتشارجي)، جونجكابور  (منطقة رانجاماتي هيل)، وأرفومي (مقاطعة باندربان).

## نهاية الحكم البريطاني
النائب السابق، لويس مونتباتن، كان إيرل مونتباتن من بورما، الذي اعتبر منح الاستقلال للهند على أنه عملاً يتوج بالمجد، طموحًا لتحقيق هذه المهمة «فوق الطبيعية» في زمن قياسي. وقال إنه قبل قبول منصب نائب الملك، أخبر جورج السادس، الذي كان ابن عمه: «أنا على استعداد لقبول الوظيفة بشرط واحد فقط. يجب منح الهند الاستقلال بحلول يوليو 1948، ولن أبقى هناك يوم أطول». جاء مونتباتن إلى الهند في مارس 1947، وهذا ترك له حوالي ستة عشر شهرا لإكمال هذه المهمة العملاقة. في الواقع، حققها في خمسة أشهر، في 15 آب / أغسطس 1947، والتي تم منحه الكثير من الفضل.
في الأصل، كان من المقرر إعلان لجنة الحدود في 13 أغسطس. لكن مونتباتن كان مترددًا في جعل هذا الجمهور. ووفقًا لفيليب زيغلر، مؤلف كتاب سيرة مونتباتن الرسمية، فإن حالة مناطق تلال جاتجام كانت الأعلى في عقل مونتباتن. وتوقع مونتباتن "يوم الاستقلال" الذي شابه ضغينة، نهرو الذي قاطع الاحتفالات، الهند ولدت في جو ليس من النشوة ولكن الاستياء غاضب ".
  لذا قرر مونتباتن الإعلان عن الجائزة في 16 أغسطس فقط عندما انتهت الاحتفالات. وكما كتب زيغلر، «ربما كان سخط الهند في منح هضبة تلال جاتجام إلى الباكستان عاملاً في صنع عقل ماونت باتن لإبقاء التقارير على نفسه حتى بعد الاستقلال».
كان مونتباتن نفسه مندهشا من ضراوة رد فعل فالابهاباي باتيل على هذه القضية. كتب في مذكراته: «الرجل الذي كنت أعتبره رجلاً دينياً حقيقياً بقدميه بقوة على الأرض، وكان رجل الشرف الذي كانت كلماته رباطه، يبدو وكأنه هستيري مثل البقية.» لقد أدهشنا أن مثل هذه الأزمة الفظيعة كان يجب أن تفجر على مسألة صغيرة جدا، لكني كنت طويلة بما فيه الكفاية في الهند لأدرك أن الأزمات الكبرى لا تقتصر بأي حال على الأمور الكبيرة. ليونارد موزلي في كتابه «الأيام الأخيرة» للراي البريطاني يضعها «مسألة ضمير مونتباتن».

## نزاع
يعود تاريخ الصراع في تلال جاتجام إلى بنغلاديش عندما كانت الجناح الشرقي لباكستان. حدثت حالة من الاستياء على نطاق واسع بسبب نزوح ما يصل إلى 100000 من السكان الأصليين بسبب بناء سد كابتاي في عام 1962. لم يحصل المشردون على تعويض من الحكومة وفر العديد من الأشخاص إلى الهند. وذُكر أن الشيخ مجيب قد هدد بتسوية البنغاليين المسلمين قسراً في تلال الهضاب للحد من السكان البوذيين والهندوس الأصليين إلى أقلية بسبب مطالبتهم باستقلال زعماء القبائل.
خلال السبعينيات والثمانينيات في ظل ضياء الرحمن، بدأت حكومة بنغلاديش في تسوية المنطقة مع الشعب البنغالي، مما أدى إلى تشريد السكان المحليين الذين عاشوا هناك لقرون وتهديد حياتهم. تمت مقاومة هذه المحاولات من قبل قبائل التلال، الذين، بدعم من الهند المجاورة، شكّلوا قوة حرب عصابات تدعى شانتي باهيني. ونتيجة لحركة المقاومة القبلية، حوَّلت الحكومات المتعاقبة «تراكت هيل» إلى منطقة عسكرية.
بعد سنوات من الاضطرابات، تم تشكيل اتفاقية بين حكومة بنغلاديش وزعماء القبائل التي منحت مستوى محدود من الحكم الذاتي للمجلس المنتخب في ثلاث مناطق تلة.
في عام 1997، وقعت اتفاقية تلال جاتجام للسلام بين حكومة الشيخة حسينة ثم بارباتيا تشاتاغرام جانا سامهاتي ساميتي (حزب الشعوب القبلية)، وقد عارضتها أحزاب المعارضة، فضلاً عن جزء ضئيل من المتمردين القبليين. جادلت أحزاب المعارضة بأن الحكم الذاتي الممنوح في المعاهدة قد تجاهل المجتمع البنغالي. ووعدت حكومة خالدة ضياء المتعاقبة بتنفيذ معاهدة السلام رغم معارضتها لها خلال فترة الحكومة السابقة. ووفقاً لما ذكرته وزارة جاتجام لشؤون قطع الأشجار، فقد تم توقيع معاهدة سلام بين حكومة بنغلاديش وبارباتيا شاتاغرام جانا سامهاتي ساميتي في 2 كانون الأول / ديسمبر 1997.

## استخدام الاراض والبيئة

### زراعة التبغ
تدمر زراعة التبغ البيئة في المنطقة، مع فقدان الأشجار الأصلية مثل تشوكراسيا تابولاريس (الماهوجني الهندي)، وخصوبة التربة. لقد فقد العديد من المزارعين في مقاطعات رانغاماتي وباندربان وكراغاشاري في بنغلاديش مصالحهم في زراعة المحاصيل المحلية مثل الأرز والموز والذرة والسمسم والقطن والبطاطس والقرع إلخ، حيث أصبحوا متعطلين للقروض التي تقدمها شركات التبغ .

#### القضايا البيئية
على غرار المناطق الجبلية الأخرى في جنوب وجنوب شرق آسيا، تمر مناطق تلال جاتجام بقطع أشجار الغابات وتدهور الأراضي الناشئة عن أنشطة غير ملائمة بيئياً مثل زراعة التبغ في الأراضي المنحدرة، والزراعة المتنقلة وقطع الأشجار. الزراعة المتغيرة، والتي تعرف أيضا باسم الزراعة القطع والحرق أو زراعة المحاصيل، تحتضن مجموعة كبيرة ومتنوعة من الأشكال البدائية للزراعة. إنها مرحلة خاصة في التطور من الصيد وجمع الطعام إلى الزراعة المستقرة. بدأت البشرية بتغيير نمط حياتها من الغذاء إلى منتج الغذاء حوالي 7000 قبل الميلاد. عن طريق تبني الزراعة المتنقلة. وقد تم ممارسة بعض أشكال الزراعة المتنقلة في معظم أنحاء العالم، ولكن أشكوقد ساهم نظام الزراعة الحالي المتحول ذو الأرصاد القصيرة في مناطق تلال جاتجام في تعجيل التآكل وتدهور الأراضي وإزالة الغابات وإفقار السكان القبليين في تلال جاتجام. وإذا استمرت حالة التدهور الحالية، فإن معظم المناطق الخاضعة للزراعة المتغيرة سوف تتدهور بشدة وستواجه الأجيال القادمة المزيد من الصعوبات من أجل كسب رزقها على المزيد من الأراضي المتدهورة. على الرغم من أن هناك مجالا للمزارعين المتقولين لترك الحقول المتدهورة والانتقال إلى مناطق أخرى. وتشير التقديرات إلى أن ثمانية هكتارات من الأراضي في المتوسط ضرورية لإعالة أسرة في مناطق تلال جاتجام. إذا تم تبني هذه النسبة، يلزم وجود 1.240.000 هكتار لدعم السكان الحاليين؛ ومع ذلك، فإن إجمالي الأراضي المتاحة، باستثناء الغابات الاحتياطية، هو 928,000 هكتار. وبالتالي، لا يمكن للزراعة المتغيرة أن تحقق حتى متطلبات معيشة الأفراد. في مثل هذه الحالة، يلزم إما خلق فرص عمل كبيرة غير زراعية أو الحاجة إلى تطوير واعتماد نظم أكثر إنتاجية لاستخدام الأراضي. ونظراً للنمو البطيء للاقتصاد، فهناك مجال محدود لتوليد فرص توظيف ملائمة غير زراعية في المستقبل القريب. ولذلك، من الضروري استبدال نظام الزراعة الحالي المتحول بأنظمة استخدام الأراضي الأكثر إنتاجية واستدامة لتمكين الناس من تأمين سبل عيشهم. الزراعة المكثفة قد حلت محلها في وقت لاحق.